# قاعدة ج
القاعدة ج أو D-β-غليكو بيرانوزيل أوكسي ميثيل يوراسيل هي قاعدة نووية معدلة مشتقة من اليوراسيل، وهو عبارة عن غلوكوزيد يرتبط فيه الـD-غلوكوز مع 5-هيدروكسي ميثيل يوراسيل بواسطة رابطة غليكوسيدية، بحيث يُلاحظ دائما المصاوغ β حيويا، تم اكتشافها سنة 1993 في دنا النواة لطفيلية المثقبية البروسية المسببة لداء المثقبيات الأفريقي لدى الإنسان. وهي أول قاعدة معدلة بشكل كبير تم العثور عليها في جينوم حقيقيات النوى.

## الوظيفة وأماكن التواجد
تمت ملاحظة القاعدة ج لدى جميع ذوات منشأ الحركة المدروسة مثل الليشمانيا (ليشمانيا دونوفانية)  أو المثقبية (المثقبية البروسية، المثقبية الكروزية، المثقبية البورولية) التي تسبب الأمراض الطفيلية لدى الكائنات وتعمل كمُنهي لعملية النسخ وعمل إنزيم بوليميراز الرنا II وهو ما يقود في النهاية إلى موت الخلية. كما نلاحظ القاعدة ج كذلك لدى السوطيات البحرية مثل الديبلونيما وكذلك لدى الحنديرة الهيفاء وهي طحالب وحيدة الخلية، ولكن لا تتواجد لدى الأوليات الأخرى ولا لدى الفطريات أو الفقاريات وبالتالي لا تتواجد عند الإنسان.

## الاصطناع
تمت ملاحظة القاعدة ج أساسا في التسلسلات المتكررة لدى الكائنات ويمكن التعرف عليها بشكل رئيسي في القسيمات الطرفية حيث تأخذ مكان الثايمين المتوقع في حوالي 1% من الحالات لدى المثقبية البروسية. يتم اصطناعها حيويا بواسطة هيدركسلة الثايمين (1) لإنتاج 5-هيدروكسي ميثيل ثايمين (2) بواسطة إنزيم ثيميدين هيدروكسيلاز (A) وبعدها غلكزته لإنتاج D-β-غليكو بيرانوزيل أوكسي ميثيل يوراسيل (3) بواسطة ناقلة الغليكوزيل (B).

الاصطناع الحيوي للقاعدة ج.